# Дитмейер, Ян
Йоханнес (Ян) Дитмейер (нидерл. Johannes "Jan" Ditmeijer; 10 августа 1928, Амстердам — 18 февраля 2022, Ларен) — нидерландский футболист, игравший на позиции крайнего нападающего, выступал за амстердамские команды «Де Спартан» и «Аякс».
Вне футбола был оперным певцом (лирический тенор) — в 1961 году выиграл международный конкурс пения в бельгийском Вервье.

## Спортивная карьера
Ян Дитмейер — воспитанник футбольного клуба «Де Спартан». Начал заниматься футболом в возрасте 11 лет, а уже с 16 лет нападающий стал играть за первую команду «Де Спартана». В 18 лет получил первую травму коленного сустава.
В 1951 году перешёл в другой амстердамский клуб — «Аякс». Его одноклубники Эф Вестерс и Ян Драйер также перешли в состав «красно-белых». Первую игру в чемпионате Нидерландов провёл 9 сентября 1951 года дома против ВСВ. В дебютном матче Дитмейер забил два гола, а его команда одержала крупную победу со счётом 6:1.
В общей сложности за четыре года принял участие в 11 матчах первенства Нидерландов, забив в них 5 голов. В последний раз в составе «красно-белых» выходил на поле 25 апреля 1954 года в матче с клубом «Харлем». В 1956 году перенёс две операции на коленном суставе.

## Личная жизнь
Отец — Якобюс Дитмейер, мать — Гритье Вигерс. Родители были родом из Амстердама, они поженились в декабре 1916 года — на момент женитьбы отец был рабочим. В их семье воспитывалось ещё трое детей: сыновья Герардюс и Якобюс Юрриан, дочь Маргарета Хенриэтте. Его старший брат Герардюс (Геррит) тоже был футболистом, играл за «Де Спартан» и ДВС, а также сборную Амстердама.
Женился в возрасте тридцати двух лет — его супругой стала 22-летняя Эстелла Изабелла Веффер, уроженка Амстердама. Их брак был зарегистрирован 22 марта 1960 года.
Умер 18 февраля 2022 года в Ларене в возрасте 93 лет.